# Louis-Auguste de Bourbon (1700-1755)
Pour les articles homonymes, voir Louis-Auguste de Bourbon.
Louis-Auguste de Bourbon, prince de Dombes, comte d'Eu, est un prince et un militaire français, né le 4 mars 1700 à Versailles et mort le 1er octobre 1755 à Fontainebleau, fils du duc du Maine et petit-fils du roi Louis XIV, qui fut prince souverain de Dombes sous le nom de Louis-Auguste II de 1736 à sa mort.

## Biographie

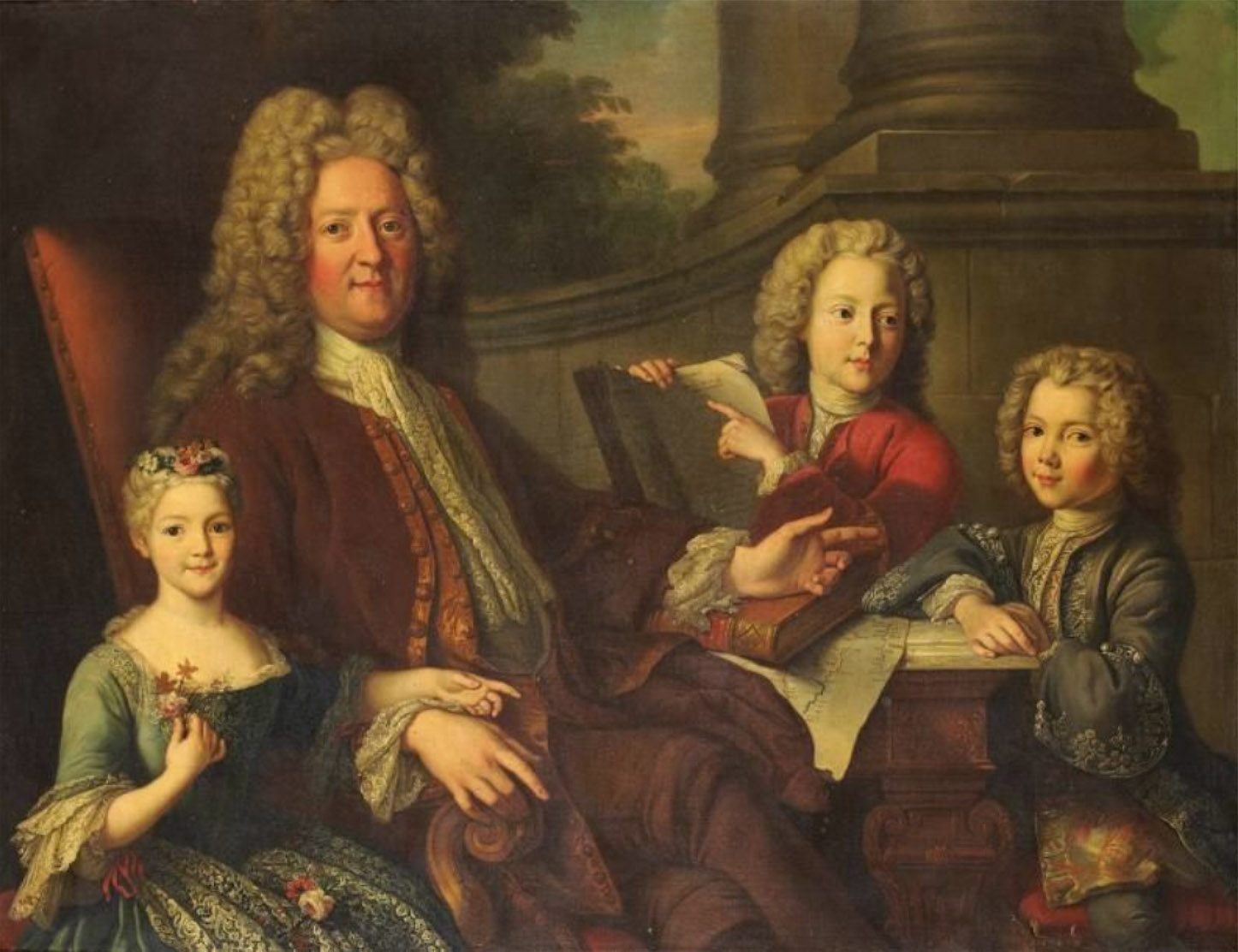
Le duc du Maine avec ses deux fils et sa fille unique, par Jean-Baptiste van Loo.

Fils aîné de Louis Auguste de Bourbon, duc du Maine, et de la duchesse née Louise-Bénédicte de Bourbon-Condé , il porte les mêmes prénoms que son père, l'un des fils légitimés de Louis XIV. 
Il sert militairement à partir de 1717, dans l'armée du prince Eugène contre les Turcs, où il se distingue au siège de Belgrade. 
En 1728, il est fait chevalier des ordres du Roi et chevalier de l'ordre royal et militaire de Saint Louis. 
Il prend part à la guerre de Succession de Pologne (1733–1734) où il participe aux sièges de Kehl et de Philippsbourg. 
En 1734, il est promu maréchal de camp, puis en 1735 lieutenant-général des armées du Roi.
En 1736, il succède à son père à la tête du régiment royal-carabiniers, comme colonel général des Cent-suisses, comme gouverneur du Languedoc. et comme grand-veneur de France. Il lui succède aussi comme souverain de Dombes et comte d'Eu.
Il sert ensuite durant la guerre de Succession d'Autriche (1742-1747), pendant laquelle il participe à la bataille de Dettingen, où il est blessé en 1743, au siège de Fribourg, au siège de Tournai, aux batailles de Fontenoy, Raucoux et Lawfeld .
Il est colonel général des Cent-Suisses et Grisons en survivance de son père en 1710, puis en propre en 1736, gouverneur du Languedoc et grand veneur de France.
Le 4 mars 1748, il tue en duel le marquis Antoine-François de Coigny.
« Le marquis de Coigny jouait avec le prince des Dombes, et perdait beaucoup ; il lui échappa de dire entre ses dents : il est plus heureux qu’un enfant légitime. Le prince n’avait pas entendu le propos ; mais de bonnes âmes (il s’en trouve toujours) le lui rapportèrent. Il entra en fureur, et envoya appeler M. de Coigny en duel. Ils se rencontrèrent sur la route de Versailles, en pleine nuit. La terre était couverte de neige ; ils se battirent aux flambeaux : M. de Coigny fut tué sur place ; on le remit dans sa voiture, qu’on renversa dans un fossé. Il passa pour être mort de la chute. Le roi, qui l’aimait beaucoup, ne connut la vérité qu’après la mort du prince de Dombes, et quelques personnes ont même cru qu’il ne l’a jamais connue. » 
En 1750, Louis-Auguste fait construire le château de Romesnil en Normandie.
En 1751, sa mère lui fait donation de la principauté d'Anet et du comté de Dreux. Fréquentant peu la cour, il s'installe au château d'Anet et procède à de nombreuses acquisitions foncières pour agrandir le domaine. Il fait construire une machine hydraulique afin d'amener l'eau de l'Eure dans les jardins. Il fait également de fréquents séjours à Eu où il aime chasser.
Il reste célibataire et n'a pas de postérité. Sa tante, Françoise-Marie de Bourbon, l'épouse du Régent, voulut le marier à sa fille mademoiselle d'Orléans, puis à mademoiselle de Valois, mais aucune ne voulut épouser le fils d'un prince légitimé , ces deux princesses étant d'ailleurs elles-mêmes filles d'une princesse légitimée. Une autre de ses cousines, Mademoiselle de Charolais, refusa de l'épouser, préférant mener une vie de débauche. 
Comme son père et sa mère, il est impliqué dans la Conspiration de Cellamare, et fut exilé à Eu. 
"Le prince de Dombes avait été exilé au château d'Eu avec son frère, sous la caution de leur oncle, le comte de Toulouse, en 1719, à l'époque de la découverte de la conspiration de Cellamare. Ils avaient la liberté de chasser dans la forêt, mais il leur était défendu de découcher. Leur exil dura jusqu'au 26 avril 1723."

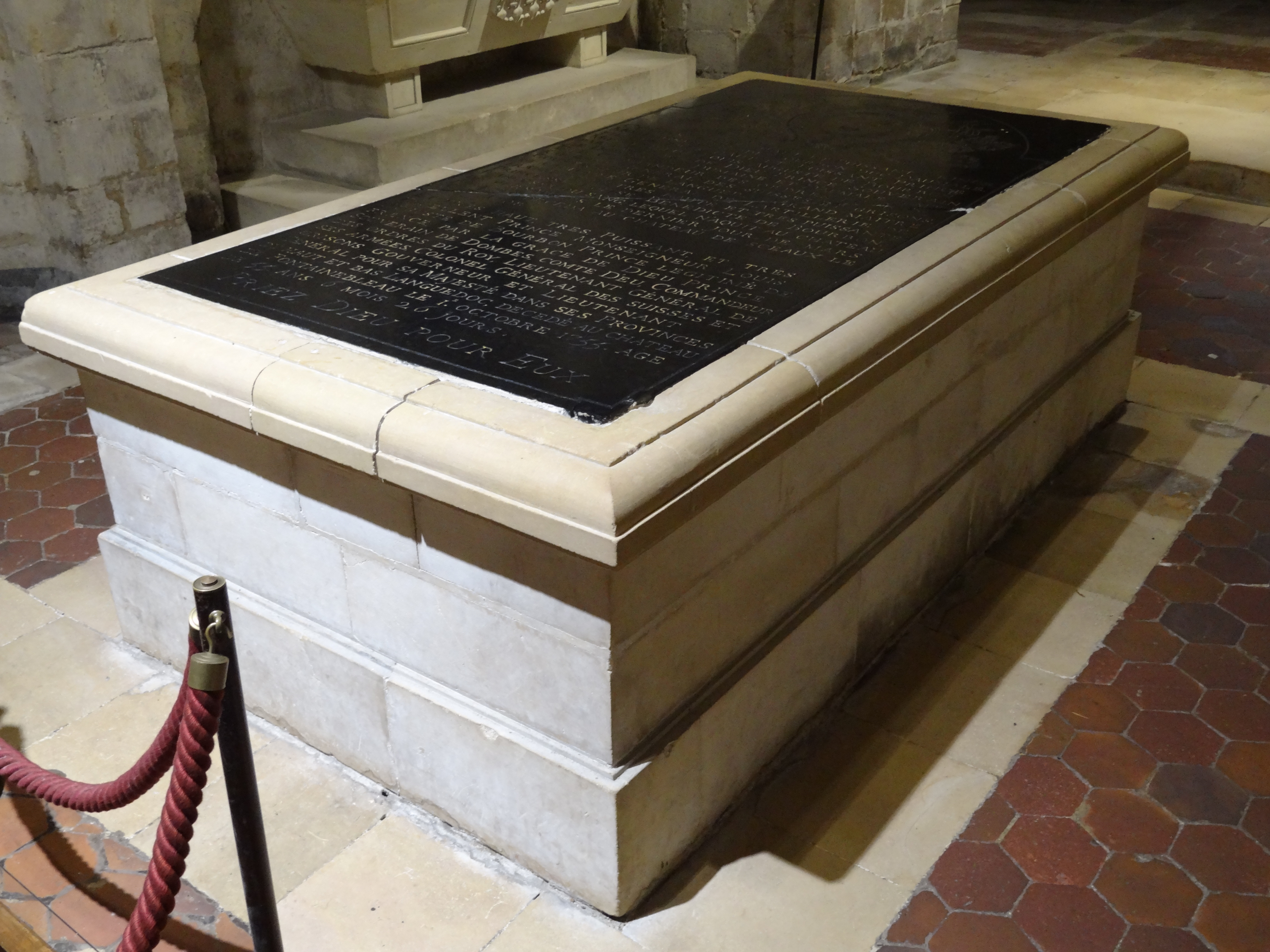
Le tombeau de Louis-Auguste de Bourbon et de son frère cadet Charles de Bourbon, duc d'Aumale (1707-1708) dans la crypte de la collégiale d'Eu (Seine-Maritime).

Il décède d’une attaque d’apoplexie à Fontainebleau, et est inhumé dans la crypte de la collégiale Notre-Dame d'Eu. Ses biens et titres reviennent à son frère Louis-Charles.

### Titres
- 4 mars 1700 - 1er octobre 1755, Son Altesse Sérénissime, Monseigneur le prince de Dombes[9].